# Powlekanie fluidyzacyjne
Powlekanie fluidyzacyjne
- Fluidyzacyjne nanoszenie powłoki z tworzywa odbywa się w fluidyzatorze. Polega na wytworzeniu złoża fluidalnego ze sproszkowanego tworzywa i wprowadzeniu do niego przedmiotu nagrzanego powyżej temperatury topnienia tworzywa. Cząstki tworzywa topnieją stykając się z nagrzanym przedmiotem i tworzą na nim powłokę związaną adhezyjnie. Po wyjęciu z fluidyzatora przedmiot powtórnie nagrzewa się do temperatury topnienia tworzywa w celu wytworzenia jednorodnej powłoki.